# 5207 Хірншоу
5207 Хірншоу (5207 Hearnshaw) — астероїд головного поясу, відкритий 15 квітня 1988 року.
Тіссеранів параметр щодо Юпітера — 3,381.